# Orthostigma orthostigmoides
Orthostigma orthostigmoides är en stekelart som först beskrevs av Fischer 1976.  Orthostigma orthostigmoides ingår i släktet Orthostigma och familjen bracksteklar. Inga underarter finns listade i Catalogue of Life.